# Heinrichsbrunn (Mauth)
Heinrichsbrunn ist ein Gemeindeteil der Gemeinde Mauth im Landkreis Freyung-Grafenau. 

## Geographie
Es liegt mitten im Bayerischen Wald, der größten zusammenhängenden Waldregion Europas, mit dem Nationalpark Bayerischer Wald in Deutschland und dem Biosphärenreservat Šumava in Tschechien. Heinrichsbrunn liegt im östlichen Teil des Bayerischen Waldes, 50 km nördlich von Passau und 15 km nördlich von Freyung im Naturpark Bayerischer Wald und am Rande des Nationalparkes Bayerischer Wald. Die Entfernung nach Böhmen beträgt nur wenige Kilometer. Das Dorf liegt auf einer Höhe von 960 m ü. NHN und hat etwa 300 Einwohner. 

## Geschichte
Der Ort wurde 1703 mit ursprünglich 12 Anwesen von Fürstbischof Johann Philipp von Lamberg entlang des oberen Goldenen Steiges gegründet. Die Kapelle auf dem Schoberberg wurde bereits vor 1840 errichtet. Am 1. Januar 1900 kam Heinrichsbrunn zur neu errichteten Gemeinde Finsterau und bei deren Eingemeindung im Zuge der Gebietsreform 1978 wieder zur Gemeinde Mauth.